# Xã Fillmore, Quận Iowa, Iowa
Xã Fillmore (tiếng Anh: Fillmore Township) là một xã thuộc quận Iowa, tiểu bang Iowa, Hoa Kỳ. Năm 2010, dân số của xã này là 743 người.